# Station Chomutov
Station Chomutov is een belangrijk spoorwegstation in de Tsjechische stad Chomutov. Het station wordt beheerd door de nationale spoorwegonderneming České dráhy in samenwerking met de Staatsorganisatie voor spoorweginfrastructuur (SŽDC).

## Treinverkeer
Vanaf station Chomutov kan men in de volgende richtingen reizen:
- lijn 124: Lužná u Rakovníka – Chomutov
- lijn 130: Chomutov - Ústí nad Labem
- lijn 133: Chomutov - Jirkov
- lijn 137: Chomutov - Vejprty
- lijn 140: Chomutov - Karlsbad - Cheb

Chomutov ↔ Málkov ↔ Kadaň-Prunéřov ↔ Klášterec nad Ohří ↔ Kotvina ↔ Perštejn ↔ Boč ↔ Stráž nad Ohří ↔ Vojkovice nad Ohří ↔ Ostrov nad Ohří ↔ Hájek ↔ Dalovice ↔ Karlovy Vary ↔ Karlovy Vary-Dvory ↔ Chodov ↔ Nové Sedlo u Lokte ↔ Královské Poříčí ↔ Sokolov ↔ Citice ↔ Hlavno ↔ Dasnice ↔ Kynšperk nad Ohří ↔ Nebanice ↔ Tršnice ↔ Cheb